# Badod
Badod is een nagar panchayat (plaats) in het district Agar Malwa van de Indiase staat Madhya Pradesh. 

## Demografie
Volgens de Indiase volkstelling van 2001 wonen er 11.764 mensen in Badod, waarvan 52% mannelijk en 48% vrouwelijk is. De plaats heeft een alfabetiseringsgraad van 63%. 